# Kevin Ahearn
Kevin Joseph Ahearn (ur. 20 czerwca 1948 w Milton) – amerykański hokeista występujący na pozycji lewego skrzydłowego, reprezentant kraju, srebrny medalista olimpijski (1972).
W 1972 roku na igrzyskach olimpijskich w Sapporo zdobył srebrny medal olimpijski w turnieju hokeja na lodzie. W turnieju zagrał we wszystkich sześciu meczach, w których zdobył sześć goli i zaliczył trzy asysty.
Od sezonu 1967/1968 do sezonu 1969/1970 w barwach Boston College startował w ECAC. Następnie grał w American Hockey League – w sezonie 1970/1971 w zespole Montreal Voyageurs (4 spotkania), w sezonie 1971/1972 w zespole Nova Scotia Voyageurs (7 spotkań, 1 gol), a w sezonie 1973/1974 w zespole Jacksonville Barons (58 spotkań, 22 gole). W sezonie 1974/1975 w drużynie Long Island Cougars grał w North American Hockey League – rozegrał 39 spotkań, w których zdobył 16 goli.